# Lollands Bank
Lollands Bank er en lokalbank med filialer på Lolland og Falster og Sydsjælland. Hovedsædet ligger i Nakskov, mens de andre filialer ligger i Maribo, Nykøbing Falster og Vordingborg.

## Historie
Banken blev stiftet d. 9. februar 1907 under navnet Lollands Handels- og Landbrugsbank af landmænd og erhversdrivende fra Vestlolland. I 1977 skiftede banken navn til sit nuværende vavn, Lollands Bank.
Banken havde i 2013 ca. 27.000 kunder og 10.300 aktionærer. Samme år var der 108 medarbejdere. I 2013 indgik banken fusion med Vordingborg Bank, men fortsatte under samme navn.
I 2014 måtte banken nedskrive omkring 50 mio. DKK i fjerde kvartal som følge af kriser i landbruget, der udgør en stor kundegruppe.
I november 2019 lukkede banken to filialer, der var placeret i Rødbyhavn hhv. Nørre Alslev.